# 14836 Максфріш
14836 Максфріш (14836 Maxfrisch) — астероїд головного поясу, відкритий 14 лютого 1988 року.
Тіссеранів параметр щодо Юпітера — 3,134.